# My First Story
My First Story (stylisé en MY FIRST STORY), est un groupe japonais de J-rock formé à Shibuya (à Tokyo) en 2011. Il se compose actuellement[Quand ?] du chanteur Hiroki Moriuchi, du guitariste Teruki Nishizawa, du bassiste Nobuaki Katou et du batteur Shouhei Sasaki. Leur premier album, intitulé My First Story (sorti en 2012), a attiré l'attention du public et les a propulsés en tête d'affiche de festivals de musique majeurs.
Leur 4ème album studio Antithese (2016) a atteint la quatrième place de l'Oricon (hit-parade japonais) et leur a permis de faire leur premier concert au Nippon Budokan, devant 12 000 personnes.
Le chanteur Hiro est le petit frère de Taka, chanteur du groupe japonais One Ok Rock.

## Histoire du groupe
Plusieurs de leurs titres ont été utilisés comme générique d'animes:
- SAVIOR OF SONG en featuring avec nano a été utilisé comme opening de Arpeggio of Blue Steel.
- Fukagyaku Replace a été utilisé comme ending de Nobunaga Concerto.
- Reimei en collaboration avec Sayuri a été utilisé comme opening de la seconde saison de Golden Kamui.
- King & Ashley est l'opening de l'adaptation du manga Kengan Ashura diffusée sur Netflix.

## Membres
Membres Actuels
- Hiroki "Hiro" Moriuchi, chant (2011 - de nos jours)
- Teruki "Teru" Nishizawa, guitare rythmique (2011 - de  nos jours)
- Nobuaki "Nob" Katou, basse (2011 - de nos jours)
- Shouhei "Kid'z" Sasaki, batterie (2016 - de nos jours)

En pause
Sho Tsuchiya, guitare lead leader du groupe (en pause pour soucis familiaux, mais toujours membre du groupe) (2011 - de nos jours)
Anciens Membres
- Masaki "Masack" Kojima, batterie (2011 - 2016)

Timeline

## Discographie

### Albums studio
- 2012 : My First Story
- 2013 : The Story Is My Life
- 2014 : Kyogen NEUROSE
- 2016 : Antithese
- : All Lead Tracks (mini album)
- : All Secret Tracks (mini album)

### Singles
- 2013: Saishukai STORY
- 2014: Black Rail
- 2014: Fukagyaku Replace